# 箱根そば

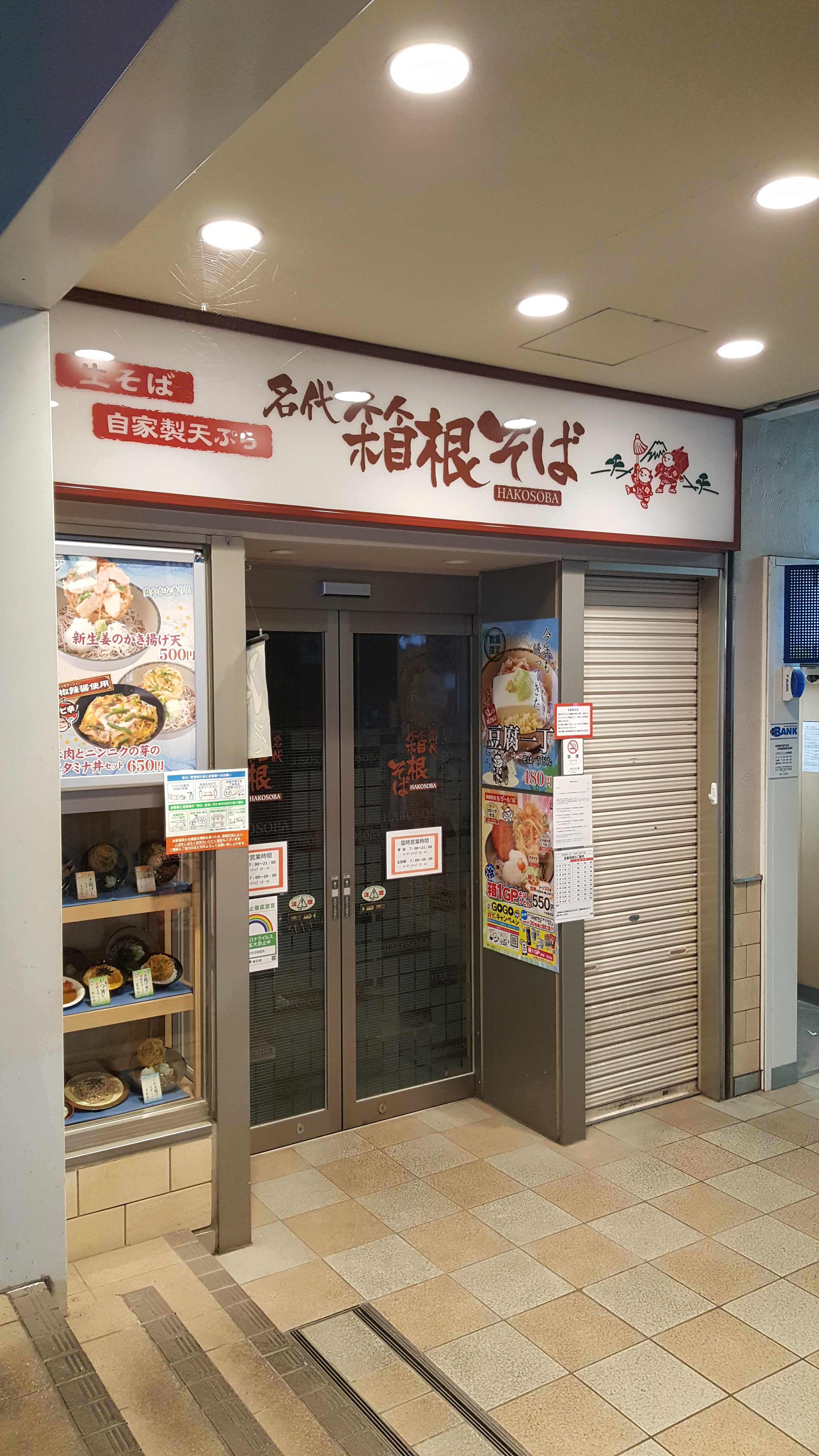
箱根そばの店舗外観（経堂店・東京都世田谷区）

箱根そば（はこねそば）は、小田急電鉄の駅などを中心に店舗を持つ株式会社小田急レストランシステムの蕎麦・うどんチェーン店。
愛称は「箱そば」。ブランドの統一及びロゴマーク更新により、現在はロゴマークにも「名代 箱根そば HAKOSOBA」のようにこの愛称が含まれている。

## 概要

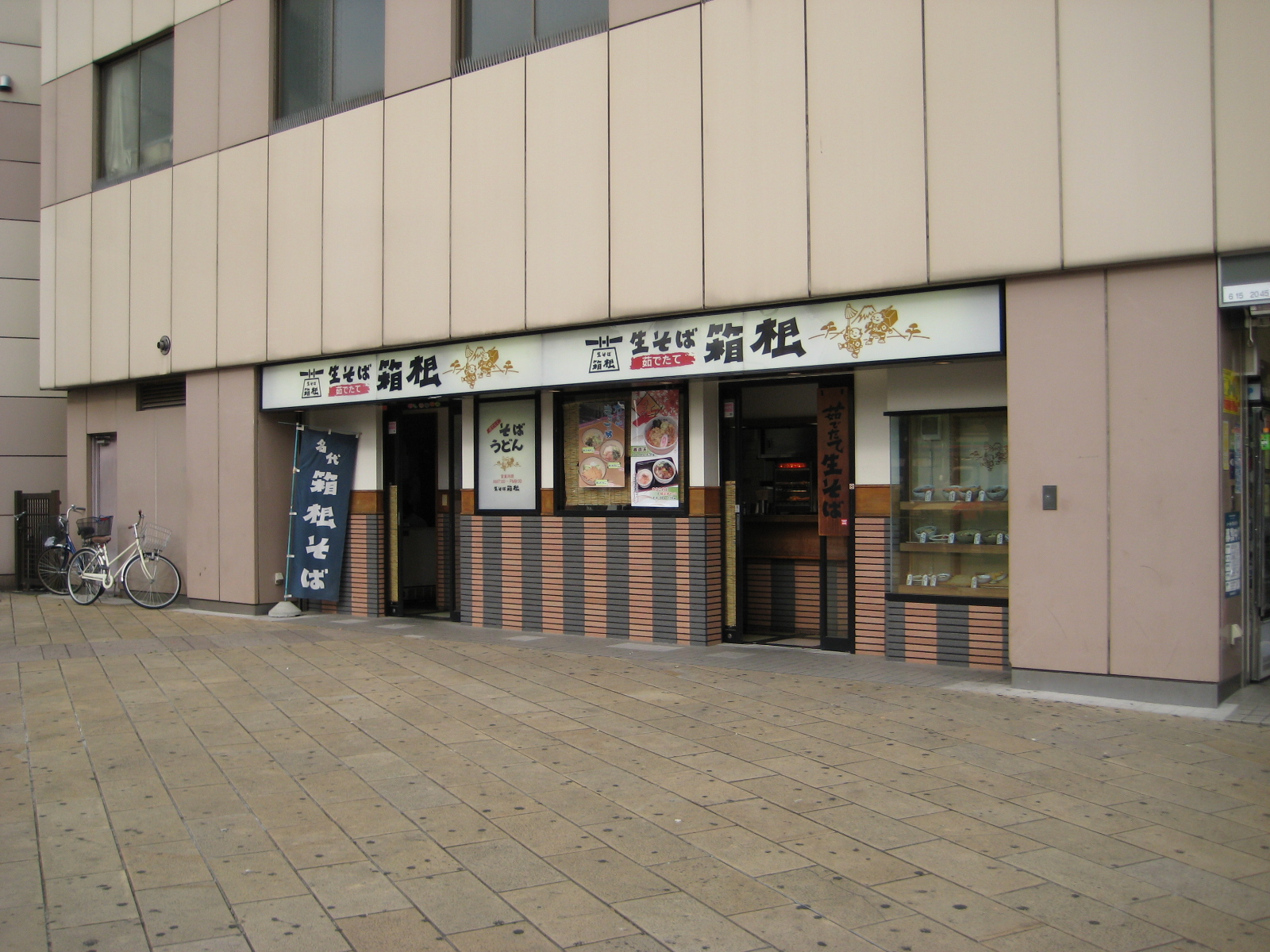
生そば箱根時代の店舗外観（大和店・神奈川県大和市）

1965年（昭和40年）8月、小田急小田原線新宿駅7番線ホーム（地下ホーム）に1号店を出店。以降は「箱根そば」や「生そば箱根」の屋号で沿線での出店を増やし、当初は1号店のような立ち食いそば店を駅ホーム上にも積極的に出店していた。しかし、後年には各店で座席の設置が進んだほか、時代の流れとともに駅ホーム上の店舗は徐々に姿を消し、2022年時点で立ち食いそば店で尚且、駅ホーム上で営業を続ける店舗は相模大野店のみとなっている。
2007年（平成19年）に小田急新宿駅構内に旗艦店「箱根そば本陣」を出店以降、既存店についても箱根そばへのブランド統一及びロゴマーク更新が順次進められることになり、新たなロゴには名筆系のデザインが採用された。2010年まで存在した町田ツインパル店ではとんかつを出す「とんかつ箱根」を併設したが、鉄道高架橋の耐震工事及び施設のリニューアルに伴って閉店。その後、代々木上原店で併設された「代々木 とんかつ工房」の2号店（代々木上原店は後に閉店）が、閉店した「とんかつ箱根 町田店」と同じビル内に開店している。本陣は小田急新宿駅と新宿御苑前にあるほか、2023年（令和5年）10月にオープンした小田急エース南館店では自社のおむすび専門店「おだむすび」を併設している。
店舗のほとんどが直営店だが、一部店舗において同じ小田急グループのジローレストランシステム株式会社及び神奈川中央交通グループの株式会社神奈中システムプランによるフランチャイズ展開も行われており、東京都・神奈川県の沿線外のエリアにも進出している。2023年（令和5年）8月には埼玉県内に初出店を果たした。
2015年（平成27年）には創業50周年を記念して、1965年（昭和40年）8月の1号店開業と、8と5で「箱」の語呂に因んで、毎年8月5日に「箱そばの日」が制定されたほか、イメージキャラクター「やっこさん」が誕生した。
なお、店名に用いられている箱根には元々店舗が存在しないほか、店名の由来自体が社内でも不明とされている。

## 愛好家
- 藤子・F・不二雄
神奈川県川崎市多摩区に居を構えていた漫画家。著名になってからも東京都新宿区西新宿の事務所（藤子・F・不二雄プロ）まで小田急小田原線で列車通勤をしており、当店を利用していた[6]。
- U字工事
若手時代は東京都町田市に住んでおり、小田急小田原線鶴川駅前の鶴川店をよく利用していた。曰く人生で一番利用している飲食店。当店の良さとして出汁に品があり、かけそばでもワカメが入っていることや量の多さを挙げている[7]。